# Egidiuskerk (Erfurt)
De Egidiuskerk (Duits: Ägidienkirche) in Erfurt, Thüringen, vormt aan de Wenigemarkt met haar poort de oostelijke toegang tot de Krämerbrug. De kerk is een van de oorspronkelijk twee bruggehoofdkerken. Aan het westelijk einde stond sinds de 11e eeuw tot de sloop in 1890 de Benedictijner kerk, waaraan tegenwoordig slechts nog de naam van het Benediktsplatz herinnert.

## Geschiedenis
De Egidiuskerk wordt voor het eerst in 1110 als wegkapel genoemd. Na de verwoesting van de brug en de kerk in 1293 werd een nieuwe stenen kerk herbouwd, die in het jaar 1325 werd voltooid. De begane grond onder de kerk was in de middeleeuwen een open hal en diende als marktruimte.
In 1615 werden de erediensten in de kerk beëindigd; het kerkgebouw werd verkocht en vervolgens als opslagruimte gebruikt. Op de begane grond bevond zich een handelshuis, waarvan de deuropeningen bij renovatiewerkzaamheden werden blootgelegd.
In 1927 kwam het gebouw in privébezit terecht.
Na de restauratie in de jaren 1957-1960 kreeg de kerk haar oorspronkelijke bestemming terug. De kerk wordt sindsdien gebruikt door de methodistische gemeente. Het kerkgebouw bevindt zich op de eerste verdieping en de altaarruimte in de laatgotische erker.
Vanaf de toren van de kerk heeft men een goed overzicht over de daken van de bebouwing op de Krämerbrug, op het domplein met de Mariadom en de Severuskerk en op de citadel Petersberg. De 33 meter hoge toren is dagelijks geopend voor bezoekers.